# Бердичівська міська рада
Берди́чівська міська́ ра́да — адміністративно-територіальна одиниця та орган місцевого самоврядування у Житомирській області з адміністративним центром у місті Бердичеві, що має статус міста обласного значення.

## Загальні відомості
- Територія ради: 35 км²
- Населення ради: 77 550 осіб (станом на 1 серпня 2015 року)[1]
- Територією ради протікає річка Гнилоп'ять

## Населені пункти
Міській раді підпорядковані населені пункти:
- м. Бердичів

## Склад ради
Рада складається з 36 депутатів та голови.
- Голова ради: Мазур Василь Костянтинович
- Секретар ради: Лефтер Юлія Олександрівна

### Керівний склад попередніх скликань
| Прізвище, ім'я, по батькові | Основні відомості                                                                                               | Дата обрання | Дата звільнення |
| --------------------------- | --- | ------------ | --------------- |
| Мазур Василь Костянтинович  | Міський голова, 1957 року народження, освіта вища, безпартійний                                                 | 26.03.2006   | 31.10.2010      |
| Мазур Василь Костянтинович  | Міський голова, 1957 року народження, освіта вища, безпартійний, від Партії регіонів                            | 31.10.2010   | 25.10.2015      |
| Мазур Василь Костянтинович  | Міський голова, 1957 року народження, освіта вища, безпартійний, від партії Блок Петра Порошенка «Солідарність» | 25.10.2015   |                 |

Примітка: таблиця складена за даними сайту Верховної Ради України та ЦВК

### Депутати VII скликання
За результатами місцевих виборів 2015 року депутатами ради стали:

#### За суб'єктами висування
| Суб'єкт висування                                          | Кількість обраних депутатів | %     |
| ---------------------------------------------------------- | --------------------------- | ----- |
| Партія Блок Петра Порошенка «Солідарність»                 | 10                          | 27.78 |
| Політична партія Всеукраїнське об'єднання «Батьківщина»    | 6                           | 16.67 |
| Радикальна партія Олега Ляшка                              | 5                           | 13.89 |
| Політична партія «Об'єднання „Самопоміч“»                  | 5                           | 13.89 |
| Політична партія «Українське Об'єднання патріотів — УКРОП» | 3                           | 8.33  |
| Політична партія «Опозиційний блок»                        | 3                           | 8.33  |
| Патріотична партія України                                 | 2                           | 5.56  |
| Політична партія Всеукраїнське об'єднання «Свобода»        | 2                           | 5.56  |

#### За округами
| № округу                                                   | Прізвище, ім'я, по батькові        | Дата нар.  | Освіта              | Партійна приналежність                                           | Відомості |
| ---------------------------------------------------------- | ---------------------------------- | ---------- | ------------------- | ---------------------------------------------------------------- | --- |
| ПАРТІЯ "БЛОК ПЕТРА ПОРОШЕНКА «СОЛІДАРНІСТЬ»                |                                    |            |                     |                                                                  | |
| пк                                                         | Березовенко Віталій Петрович       | 05.10.1977 | вища                | член ПАРТІЇ "БЛОК ПЕТРА ПОРОШЕНКА «СОЛІДАРНІСТЬ»                 | Верховна Рада України, помічник-консультат народного депутата України О. В. Ревеги |
| 21                                                         | Рибак Наталія Іванівна             | 04.08.1958 | вища                | безпартійна                                                      | Навчально-виховний комплекс № 10 м. Бердичева, директор |
| 12                                                         | Шимонко Роман Олександрович        | 24.10.1983 | вища                | безпартійний                                                     | Комунальний заклад «Бердичівський міський центр первинної медико-санітарної допомоги», лікар загальної практики-сімейний лікар                                                           |
| 13                                                         | Бессаліцьких Ярослав Леонідович    | 28.06.1977 | вища                | безпартійний                                                     | ПП Телерадіокомпанія «ВІКінтер», директор |
| 10                                                         | Толочко Василь Іванович            | 23.07.1957 | вища                | безпартійний                                                     | Бердичівська міська рада, секретар Бердичівської міської ради |
| 30                                                         | Левицький Роман Всеволодович       | 23.10.1968 | вища                | безпартійний                                                     | ТОВ «Бердичів», генеральний директор |
| 6                                                          | Тонкошкура Ірина Анатоліївна       | 28.01.1973 | вища                | член ПАРТІЇ "БЛОК ПЕТРА ПОРОШЕНКА «СОЛІДАРНІСТЬ»                 | Спеціалізована загальноосвітня школа I-III ст.. № 8 м. Бердичева, вчитель математики |
| 19                                                         | Ястремська-Нагорна Анна Олексіївна | 07.01.1982 | вища                | безпартійна                                                      | ПП «Берди», директор ПП «Берди» |
| 29                                                         | Бабій Юлія Петрівна                | 07.03.1976 | вища                | член ПАРТІЇ "БЛОК ПЕТРА ПОРОШЕНКА «СОЛІДАРНІСТЬ»                 | Навчально-виховний комплекс № 4 м. Бердичева, директор |
| 26                                                         | Верещак Віталій Іванович           | 15.12.1958 | вища                | безпартійний                                                     | ФОП Верещак В. І., фізична особа-підприємець |
| політична партія Всеукраїнське об'єднання «Батьківщина»    |                                    |            |                     |                                                                  | |
| пк                                                         | Пономарчук Володимир Вячеславович  | 29.11.1957 | вища                | член політичної партії Всеукраїнське об'єднання «Батьківщина»    | Партійна організація "ВО «Батьківщина», керівник |
| 14                                                         | Радецький Олег Альфредович         | 08.11.1965 | вища                | безпартійний                                                     | Приватний підприємець фізична особа |
| 29                                                         | Шелепа Валерій Анатолійович        | 11.05.1970 | вища                | безпартійний                                                     | Газета «Бердичів діловий», журналіст |
| 36                                                         | Сокальський Юрій Євгенійович       | 06.04.1969 | вища                | безпартійний                                                     | «Польське радіо Бердичів», головний редактор |
| 20                                                         | Осипенко Володимир Маркович        | 31.01.1948 | вища                | безпартійний                                                     | ПРАТ «ВЕРЕС», приватний підприємець |
| 2                                                          | Надрага Наталія Павлівна           | 19.03.1958 | вища                | член політичної партії Всеукраїнське об'єднання «Батьківщина»    | пенсіонер |
| Політична партія "Об'єднання «САМОПОМІЧ»                   |                                    |            |                     |                                                                  | |
| пк                                                         | Лефтер Юлія Олександрівна          | 13.05.1981 | вища                | член Політичної партії "Об'єднання «САМОПОМІЧ»                   | Фізична особа-підприємець |
| 11                                                         | Домбровська Тетяна Володимирівна   | 20.04.1983 | вища                | безпартійна                                                      | тимчасово не працює |
| 32                                                         | Кашпірук Артем Анатолійович        | 31.07.1986 | вища                | безпартійний                                                     | Фізична особа — підприємець |
| 7                                                          | Сенча Володимир Миколайович        | 30.04.1971 | професійно-технічна | безпартійний                                                     | Фізична особа — підприємець |
| 24                                                         | Яремчук Юрій Васильович            | 16.07.1972 | професійно-технічна | безпартійний                                                     | тимчасово не працює |
| Радикальна партія Олега Ляшка                              |                                    |            |                     |                                                                  | |
| пк                                                         | Казаченко Андрій Володимирович     | 27.02.1979 | загальна середня    | член Радикальної партії Олега Ляшка                              | тимчасово не працює |
| 3                                                          | Велімовський Олександр Леонідович  | 15.01.1975 | вища                | безпартійний                                                     | Відділ міліції громадської безпеки Бердичівського МВ УМВС в Житомирській області, заступник начальника Відділу міліції громадської безпеки Бердичівського МВ УМВС в Житомирській області |
| 18                                                         | Коломієць Олександр Миколайович    | 16.02.1978 | професійно-технічна | безпартійний                                                     | Приватний підприємець |
| 6                                                          | Коваль Наталія Петрівна            | 16.03.1970 | професійно-технічна | член Радикальної партії Олега Ляшка                              | Бердичівська ЦРЛ, медична сестра в хірургічному відділенні |
| 13                                                         | Шелегон Юлія Юріївна               | 08.06.1991 | вища                | член Радикальної партії Олега Ляшка                              | тимчасово не працює |
| Політична Партія «Опозиційний блок»                        |                                    |            |                     |                                                                  | |
| пк                                                         | Шморгун Володимир Миколайович      | 02.07.1958 | вища                | член Політичної Партії «Опозиційний блок»                        | Товариство з обмеженою відповідальністю «Меблі — люкс» м. Бердичів, директор |
| 25                                                         | Клим Тимофій Петрович              | 06.03.1961 | вища                | член Політичної Партії «Опозиційний блок»                        | Бердичівський центр ранньої медико-соціальної реабілітації дітей-інвалідів «Промінчик», директор                                                                                         |
| 27                                                         | Левандовський Володимир Павлович   | 22.04.1968 | вища                | безпартійний                                                     | Публічне акціонерне товариство «Верес», м. Бердичів, виконавчий директор |
| ПОЛІТИЧНА ПАРТІЯ «УКРАЇНСЬКЕ ОБ'ЄДНАННЯ ПАТРІОТІВ — УКРОП» |                                    |            |                     |                                                                  | |
| пк                                                         | Мартусенко Анатолій Миколайович    | 13.03.1980 | вища                | член ПОЛІТИЧНОЇ ПАРТІЇ «УКРАЇНСЬКЕ ОБ'ЄДНАННЯ ПАТРІОТІВ — УКРОП» | Товариство з обмеженою відповідальністю «Галексан», заступник директора |
| 30                                                         | Слюсарєв Вадим Анатолійович        | 08.12.1977 | вища                | безпартійний                                                     | тимчасово не працює |
| 20                                                         | Альвас Ніна Михайлівна             | 02.12.1955 | вища                | безпартійна                                                      | Відкрите акціонерне товариство Бердичівський машино-будівельний завод «Прогрес», ведучий інженер                                                                                         |
| Патріотична партія України                                 |                                    |            |                     |                                                                  | |
| пк                                                         | Лужанський Станіслав Іванович      | 28.02.1980 | вища                | член Патріотичної партії України                                 | тимчасово не працює |
| 17                                                         | Чепіль Андрій Іванович             | 16.09.1978 | середня спеціальна  | член Патріотичної партії України                                 | Приватний підприємець |
| політична партія Всеукраїнське об'єднання «Свобода»        |                                    |            |                     |                                                                  | |
| пк                                                         | Побережний Олексій Сергійович      | 05.04.1987 | вища                | член політичної партії Всеукраїнське об'єднання «Свобода»        | тимчасово не працює |
| 31                                                         | Кривушин Анатолій Миколайович      | 17.12.1958 | загальна середня    | член політичної партії Всеукраїнське об'єднання «Свобода»        | пенсіонер |

### Депутати VI скликання
За результатами місцевих виборів 2010 року депутатами ради стали:

#### За суб'єктами висування
| Суб'єкт висування                                       | Кількість обраних депутатів | %  |
| ------------------------------------------------------- | --------------------------- | -- |
| Політична партія Всеукраїнське об'єднання «Батьківщина» | 20                          | 40 |
| Партія регіонів                                         | 18                          | 36 |
| Політична партія «Фронт Змін»                           | 5                           | 10 |
| Комуністична партія України                             | 4                           | 8  |
| Політична партія «Сильна Україна»                       | 2                           | 4  |
| Партія «Демократичний Союз»                             | 1                           | 2  |

#### За округами
| № округу                                                | Прізвище, ім'я, по батькові         | Дата визнання обраним | Освіта  | Партійна приналежність                        | Відомості про обраного депутата                                                                                  |
| ------------------------------------------------------- | ----------------------------------- | --------------------- | ------- | --------------------------------------------- | --- |
| Комуністична партія України                             |                                     |                       |         |                                               | |
| б/м                                                     | Зайков Олександр Леонідович         | 02.11.2010            | вища    | член Комуністичної партії України             | Міськом КПУ, 1-ий секретар                                                                                       |
| б/м                                                     | Тимчук Лариса Микитівна             | 02.11.2010            | вища    | член Комуністичної партії України             | пенсіонер |
| б/м                                                     | Пузиренко Григорій Іванович         | 02.11.2010            | вища    | член Комуністичної партії України             | В/ЧА0503, начальник пожежної охорони                                                                             |
| 17                                                      | Клим Тимофій Петрович               | 02.11.2010            | середня | член Комуністичної партії України             | Центр реабілітації дітей-інвалідів, директор                                                                     |
| Партія «Демократичний Союз»                             |                                     |                       |         |                                               | |
| 15                                                      | Лазебний Дмитро Васильович          | 02.11.2010            | вища    | позапартійний                                 | Гришковецька гімназія, директор                                                                                  |
| Партія регіонів                                         |                                     |                       |         |                                               | |
| б/м                                                     | Фещук Лариса Вікторівна             | 02.11.2010            | вища    | член Партії регіонів                          | Дошкільний навчальний заклад № 15 м. Бердичів, завідувачка                                                       |
| б/м                                                     | Кирилюк Володимир Вікторович        | 02.11.2010            | вища    | член Партії регіонів                          | Регіональний сервісний центр, м. Бердичів, директор                                                              |
| б/м                                                     | Ольшевський Володимир Станіславович | 02.11.2010            | вища    | позапартійний                                 | Бердичівський коледж підприємства, економіки та права, директор                                                  |
| б/м                                                     | Кашпірук Анатолій Васильович        | 02.11.2010            | вища    | член Партії регіонів                          | приватний підприємець                                                                                            |
| б/м                                                     | Шморгун Володимир Миколайович       | 02.11.2010            | вища    | член Партії регіонів                          | Товарист во Обмеженої Відповідальності «Меблі люкс», директор                                                    |
| б/м                                                     | Балянов Олександр Олександрович     | 02.11.2010            | вища    | член Партії регіонів                          | приватний підприємець                                                                                            |
| б/м                                                     | Левандовський Володимир Павлович    | 02.11.2010            | вища    | член Партії регіонів                          | ВАТ"Верес", м. Бердичів, слюсар                                                                                  |
| 2                                                       | Стодольський Віталій Вікторович     | 02.11.2010            | вища    | член Партії регіонів                          | приватний підприємець                                                                                            |
| 3                                                       | Адаменко Валентина Василівна        | 02.11.2010            | вища    | позапартійна                                  | Управління освіти та науки, м. Бердичів, начальник                                                               |
| 5                                                       | Складанюк Володимир Каленикович     | 02.11.2010            | вища    | позапартійний                                 | Міська поліклініка для дорослих, м. Бердичів, сімейний лікар                                                     |
| 6                                                       | Бабікова Лариса Миколаївна          | 02.11.2010            | вища    | позапартійна                                  | Міська лікарня.м. Бердичів, заступник головного лікаря                                                           |
| 12                                                      | Духницька Наталія Степанівна        | 02.11.2010            | вища    | позапартійна                                  | Амбулаторія сімейної медицини № 4 м. Бердичів, завідувачка                                                       |
| 13                                                      | Павлюк Іван Богданович              | 02.11.2010            | вища    | позапартійний                                 | Управління магістральних газопроводів м. Бердичева, начальник                                                    |
| 18                                                      | Верещак Віталій Іванович            | 02.11.2010            | вища    | член Партії регіонів                          | приватний підприємець                                                                                            |
| 19                                                      | Шимонко Роман Олександрович         | 02.11.2010            | вища    | позапартійний                                 | Амбулаторія сімейної медицини № 1 м. Бердичів, завідувач                                                         |
| 20                                                      | Подгорчук Олександр Іванович        | 02.11.2010            | вища    | член Партії регіонів                          | Дитячо-юнацька спортивна школа, м. Бердичів, директор                                                            |
| 21                                                      | Ружинська Жанна В'ячеславівна       | 02.11.2010            | вища    | член Партії регіонів                          | навчально-виховний комбінат № 4, м. Бердичів, директор                                                           |
| 23                                                      | Колісниченко Віктор Станіславович   | 02.11.2010            | вища    | позапартійний                                 | Приватне підприємство «Елмакс» м. Бердичів, директор                                                             |
| Політична партія Всеукраїнське об'єднання «Батьківщина» |                                     |                       |         |                                               | |
| б/м                                                     | Фурманський Сергій Володимирович    | 02.11.2010            | вища    | член Всеукраїнського об'єднання «Батьківщина» | Спільне підприємство «РІФ — 1», директор                                                                         |
| б/м                                                     | Івлєв Сергій Михайлович             | 02.11.2010            | вища    | член Всеукраїнського об'єднання «Батьківщина» | Бердичівська міська партійна організація "ВО «Батьківщина», керівник громадської приймальні                      |
| б/м                                                     | Кухарчук Олександр Олександрович    | 02.11.2010            | вища    | член Всеукраїнського об'єднання «Батьківщина» | Авторемзавод, юрист                                                                                              |
| б/м                                                     | Паціонов Володимир Ілліч            | 02.11.2010            | вища    | член Всеукраїнського об'єднання «Батьківщина» | Управління комунального господарства"Водоканал", начальник технічного відділу                                    |
| б/м                                                     | Пиртко Іван Іванович                | 02.11.2010            | вища    | позапартійний                                 | Центральна міська лікарня, лікар ортопед                                                                         |
| б/м                                                     | Тиха Людмила Іванівна               | 02.11.2010            | вища    | позапартійна                                  | Центральна міська лікарня завідувачка терапевтичного відділення, завідувачка терапевтичного відділення           |
| б/м                                                     | Бессаліцьких Ярослав Леонідович     | 02.11.2010            | вища    | член Всеукраїнського об'єднання «Батьківщина» | ТРК «ВІК», юрист                                                                                                 |
| б/м                                                     | Пінчук Галина Євгенівна             | 02.11.2010            | вища    | позапартійна                                  | загальноосвітня школа № 10, заступник директора                                                                  |
| б/м                                                     | Черешнюк Наталія Василівна          | 02.11.2010            | вища    | член Всеукраїнського об'єднання «Батьківщина» | ВУВКГ «Водоканал», головний бухгалтер                                                                            |
| 4                                                       | Бессаліцьких Віктор Леонідович      | 02.11.2010            | вища    | член Всеукраїнського об'єднання «Батьківщина» | Телерадіокомпанія «ВІК», директор                                                                                |
| 7                                                       | Толочко Василь Іванович             | 02.11.2010            | вища    | член Всеукраїнського об'єднання «Батьківщина» | Міська рада, екретарС                                                                                            |
| 8                                                       | Ястремський Олексій Геннадійович    | 02.11.2010            | вища    | член Всеукраїнського об'єднання «Батьківщина» | Бердичівська міська партійна організація, голова МПО                                                             |
| 9                                                       | Ястремська-Нагорна Анна Олексіївна  | 02.11.2010            | вища    | член Всеукраїнського об'єднання «Батьківщина» | Міська виконавча дирекція фонду соціального страхування з тимчасової втрати працездатності, провідний спеціаліст |
| 10                                                      | Орлюк Сергій Валерійович            | 02.11.2010            | вища    | член Всеукраїнського об'єднання «Батьківщина» | Приватна ветлікарня «Айболить», директор                                                                         |
| 11                                                      | Шелухін Юрій Андрійович             | 02.11.2010            | вища    | член Всеукраїнського об'єднання «Батьківщина» | приватний підприємець, керівник                                                                                  |
| 14                                                      | Ткачук Андрій Павлович              | 02.11.2010            | вища    | член Всеукраїнського об'єднання «Батьківщина» | Компанія «Евіта», ерівникК                                                                                       |
| 16                                                      | Огороднійчук Людмила Іванівна       | 02.11.2010            | вища    | позапартійна                                  | загальноосвітня школа № 1, заступник директора                                                                   |
| 22                                                      | Левицький Роман Всеволодович        | 02.11.2010            | вища    | член Всеукраїнського об'єднання «Батьківщина» | ТОВ «Бердичів», директор                                                                                         |
| 24                                                      | Станкевич Людмила Леонідівна        | 02.11.2010            | вища    | член Всеукраїнського об'єднання «Батьківщина» | Гуманітарна гімназія № 2, завідувачка педколективу                                                               |
| 25                                                      | Янковенко Любов Олексіївна          | 02.11.2010            | вища    | член Всеукраїнського об'єднання «Батьківщина» | Школа-дитсадок № 3, завідувачка                                                                                  |
| Політична партія «Сильна Україна»                       |                                     |                       |         |                                               | |
| б/м                                                     | Гапчук Микола Миколайович           | 02.11.2010            | вища    | член Політичної партії «Сильна Україна»       | ТОВ «Бердичівська аграрна компанія», засновник                                                                   |
| б/м                                                     | Вахтомін Олег Броніславович         | 02.11.2010            | вища    | член Політичної партії «Сильна Україна»       | Центр ТОМ, директор                                                                                              |
| Політична партія «Фронт Змін»                           |                                     |                       |         |                                               | |
| б/м                                                     | Чернецький Андрій Станіславович     | 02.11.2010            | середня | член Політичної партії «Фронт Змін»           | фізична особа-підприємець                                                                                        |
| б/м                                                     | Бородай Микола Петрович             | 02.11.2010            | середня | член Політичної партії «Фронт Змін»           | фізична особа-підприємець                                                                                        |
| б/м                                                     | Гладун Сергій Валерійович           | 02.11.2010            | середня | член Політичної партії «Фронт Змін»           | приватний підприємець                                                                                            |
| б/м                                                     | Середюк Павло Михайлович            | 02.11.2010            | вища    | член Політичної партії «Фронт Змін»           | фізична особа-підприємець                                                                                        |
| 1                                                       | Івасенко Олександр Миколайович      | 02.11.2010            | середня | член Політичної партії «Фронт Змін»           | фізична особа-підприємець                                                                                        |

## Історія
15 вересня 1930 року до складу ради були включені Бистрицька, Велико-Гадомецька, Велико-Низгурецька, Велико-П'ятигірська, Гальчинецька, Гришковецька, Голодьківська, Демчинська, Дмитрівська, Жидовецька, Журбинецька, Іванковецька, Катеринівська, Кикишівська, Красівська, Кукільнянська, Кустинська, Маркушівська, Мало-Радзивілівська, Никонівська, Обухівська, Осиківська, Половецька, Райківська, Рейська, Садківська, Семенівська, Сингаївська, Скаківська, Скраглівська, Слободищенська, Солотвинська, Терехівська, Хажинська, Чехівська та Швайківська сільські ради ліквідованого Бердичівського району. Місто Бердичів було виділене в окрему адміністративну одиницю, котра підпорядковувалась безпосередньо центральній владі.
9 лютого 1932 року міську раду з приміською територією, разом з м. Бердичів, включено до складу новоствореної Вінницької області, в 1937 році — до складу створеної Житомирської області.
28 червня 1939 року приміську зону було виділено зі складу міської ради та включено до складу новоствореного Бердичівського сільського району.

### Населення
Відповідно до перепису населення СРСР 17 грудня 1926 року, чисельність населення ради становила 51 085 осіб, з них за статтю: чоловіків — 24 528, жінок — 26 557; етнічний склад: українців — 11 514, росіян — 3 771, євреїв — 30 659, поляків — 4 590, чехів — 77, інші — 474. Кількість господарств — 3 322.